# Stamnodes sugitanii
Stamnodes sugitanii är en fjärilsart som beskrevs av Louis Beethoven Prout 1937. Stamnodes sugitanii ingår i släktet Stamnodes och familjen mätare. Inga underarter finns listade i Catalogue of Life.